# 三角戰略
《三角戰略》是由史克威爾艾尼克斯和ARTDINK開發的一款電子角色扮演遊戲，於2022年3月4日在任天堂Switch平台發售，相對《八方旅人》本次為全球同步發售。遊戲最初在2021年釋出體驗版本並表示製作中，畫面同樣由製作《八方旅人》團隊採用「HD-2D」形式結合復古的像素點陣畫與3DCG的風格，製作方面使用虛幻引擎4作為遊戲開發。
2025年8月20日，微软率先在科隆游戏展以无预警方式宣布Xbox Series X/S版《三角战略》上市，现已发售，游戏支持Xbox Play Anywhere特性；随后史克威尔艾尼克斯也正式宣布了PlayStation 5版游戏上市的消息。

## 故事及玩法
遊戲故事發生在諾澤利亞大陸，在過去因為爭奪鹽與鐵的利益，從而爆發了歷史稱為「鹽鐵大戰」的這片大陸上。玩家需要在遊戲中的進行各種選擇以及判斷行動，當中會累積基於「利益」（BENEFIT）、「道德」（MORAL）、「自由」（FREEDOM）這三種不同的信念與價值觀。這些決定都會影響後續劇情的發展分歧路線，亦會影響途中能夠加入我方陣營的角色。

### 戰鬥系统及設定
在戰鬥方面系統上為戰棋形式，在當採取滿足特定條件的行動則能夠得到戰功點數。獲得戰功點數的條件有多種方式，在戰鬥時對敵人攻擊弱點時或進行追擊發生等狀況，其中如採取戰略行動來獲取，則可獲得更多點數所得的戰功點數用作交換在戰鬥中的角色絕技以及戰鬥應用的珍貴道具。亦有不少設施用作培育，如駐紮所可以與夥伴對話、在雜貨店商店購物強化角色、在鍛造店提升角色武器等。
　　

## 開發及發行
在2021年9月24日官方公開同步在官方網站公開先前釋出的第二次體驗版獲得的玩家問卷調查統計結果。根據調查第二次的體驗版全球下載達到約一百萬人次，問卷回應則合共有約兩萬五千人次。統計結果顯示體驗版受到大多數玩家好評，同時也已經在針對有複數玩家反映的各種指出希望改善的問題意見，希望能在《三角戰略》正式推出後可以帶給玩家更良好的遊玩體驗。

## 評價
| 汇总媒体   | 得分   |
| ---------- | ------ |
| Metacritic | 82/100 |

| 媒体           | 得分        |
| -------------- | ----------- |
| Eurogamer      | Recommended |
| Game Informer  | 8.25/10     |
| GamePro        | 86/100      |
| GamesRadar+    | [ 12 ]      |
| Nintendo Life  | [ 13 ]      |
| 任天堂世界报道 | 9.5/10      |

### 銷量
官方在2022年12月21日宣布總銷量達100萬套。。

## 外部連結
- 官方网站：日語